# Nos désirs font désordre (spectacle)
Pour les articles homonymes, voir Nos désirs font désordre.
 (mars 2009).
Si vous disposez d'ouvrages ou d'articles de référence ou si vous connaissez des sites web de qualité traitant du thème abordé ici, merci de compléter l'article en donnant les références utiles à sa vérifiabilité et en les liant à la section « Notes et références ».
Nos désirs font désordre est un spectacle de Christian Mousset, créé au théâtre du Point-Virgule en 1985 et joué jusqu'en 1989,.
Composé de sketches sur les différents aspects des désirs :

« Tout désir est un désordre. Nos désirs font désordre : la paix crée le désir de guerre, l'hiver donne en vie de l'été, la discipline donne envie de désobéir, la religion crée le péché, les frontières donnent envie de partir, la richesse des uns crée l'envie chez les autres. Le désir c'est LA CURIOSITÉ. »

Comédiens ayant joué dans ce spectacle :
Raymond Aquilon, Brigitte Buc, Christian Mousset, Pascale Vignal, Marc Fayet, Zoélie Gauvin, Christine Mantelli, Serge Navarre, Franck Godard, Pascal Sellem, Karin Viard, Gilbert Guillaud, Marc Michel Georges, Véronique Boulanger, Pascale Maillet. Emmanuel Courcol.